# 水蓼
水蓼（学名：Persicaria hydropiper；同義詞：Polygonum hydropiper）是一种蓼科春蓼属植物，也称辣蓼。

## 形态
一年生草本，高20～80厘米，直立或下部伏地。茎红褐色，直立多分枝，无毛，节常膨大，且具须根。全缘披针形的叶子互生，长4～9厘米，宽5～15毫米，两端均有腺点；紫褐色筒状的托叶鞘，有短缘毛和腺点。夏秋开淡绿色或淡红色花，花被4～5裂，卵形或长圆形，有黄色透明的腺点；穗状花序腋生或顶生，细弱下垂，下部的花间断不连。卵形瘦果，侧扁，一面平一面突起，表面有小点。

## 分布
广泛分布于中国东北、华北、陕西、甘肃、江苏、浙江、湖北、湖南、福建、广东、广西和云南等省区；此外，朝鲜、日本、印度、印度尼西亚、欧洲及北美也有。

## 延伸阅读
[在维基数据编辑]
 《植物名實圖考·水蓼》，出自吳其濬《植物名實圖考》

## 外部連結
- 水蓼 Shuiliao （页面存档备份，存于） 藥用植物圖像數據庫 (香港浸會大學中醫藥學院) （中文）（英文）